# Cheumatopsyche anthracias
Cheumatopsyche anthracias is een schietmot uit de
familie van de Hydropsychidae. De soort komt voor in het Oriëntaals gebied.
De wetenschappelijke naam voor de soort werd voor het eerst geldig gepubliceerd in 1996 door Wolfram Mey.